# یوزفین موتسنباخر - آنگونه که واقعاً بود
یوزفین موتسنباخر - آنگونه که واقعاً بود (به آلمانی: Josefine Mutzenbacher – Wie sie wirklich war) فیلمی آلمانی در سبک کمدی جنسی است که در سال ۱۹۷۶ به کارگردانی هانس بیلیان منتشر شد. از بازیگران آن می‌توان به پاتریتسیا رامبرگ و زپ گنایسل اشاره کرد. این فیلم اقتباسی از رمان یوزفین موتسنباخر است.